# Bajangol
Bajangol (mong. Баянгол) – dzielnica Ułan Bator, stolicy Mongolii.
Dzielnica obejmuje terytorium 29,5 km² i składa się z 23 osiedli. W 2013 roku liczyła 192 615 mieszkańców. Bajangol ma charakter przemysłowy, znajdują się tu dwie duże elektrownie oraz szereg zakładów.